# Agave chamelensis
Agave chamelensis ist eine Pflanzenart aus der Gattung der Agaven (Agave) in der Unterfamilie der Agavengewächse (Agavoideae). Das Artepitheton chamelensis verweist auf das Vorkommen der Art bei Chamela im mexikanischen Bundesstaat Jalisco.

## Beschreibung
Agave chamelensis ist vermehrt sich vegetativ durch Knospen aus dem Rhizom unterhalb der Blattbasen. Die aufrechten zylindrischen Rhizome sind 3 bis 15 Zentimeter lang und 2 bis 3 Zentimeter breit. Ihre Wurzeln sind fleischig. Die bis zu neun ausgebreiteten, brüchigen und krautigen bis etwas fleischigen Laubblätter sind schmal rinnig und nahe der Basis etwas gefaltet. Ihre Basis ist schmal, die Spitze spitz. Die Blattadern sind auf beiden Seiten papillat. Die Blattspreite ist 37 bis 77 (selten bis 91) Zentimeter lang und 1,6 bis 4,8 (selten 1 bis 6,5) Zentimeter breit. Die winzig gezähnten Blattränder bestehen aus einem schmalen, gelblichen, knorpeligen Band. Die Zähne sind regelmäßig. Die Reste der Blattbasen sind häutig und zerfallen nicht zu Fasern.
Der „ährige“ Blütenstand erreicht eine Höhe von 75 bis 120 (selten bis zu 200) Zentimeter. Der blütentragende Teil ist 10 bis 20 Zentimeter lang und trägt zehn bis 25 (selten bis 35) sitzende Blüten, die ausgewachsen fast aufrecht sind. Der längliche bis eiförmige Fruchtknoten ist 5 bis 10 Millimeter lang. Die Perigonblätter sind grün. Die trichterförmige Blütenröhre weist eine Länge von 6 bis 13 Millimeter auf. Die länglichen, zurückgeschlagenen bis eng zurückgerollten Zipel sind 8 bis 11 Millimeter lang. Der Griffel überragt die Blütenröhre um 25 bis 35 Millimeter. Die keulenförmigen Narben sind dreikantig. Blütezeit ist der Dezember.
Die kugelförmigen Früchte sind 1,2 bis 1,6 Millimeter lang und 1 bis 1,5 Millimeter breit. Sie enthalten etwas keilförmige Samen von 5 bis 6 Millimeter Länge und 4 bis 5 Millimeter Breite.

## Systematik und Verbreitung
Agave chamelensis ist im mexikanischen Bundesstaat in Jalisco nicht häufig entlang von Arroyos in tropischen, (halb-)laubabwerfenden Wälder in Höhen von 50 bis 75 Metern verbreitet. 
Die Erstbeschreibung als Manfreda chamelensis durch Emily Jane Lott und Susan Elizabeth Verhoek wurde 1991 veröffentlicht. Joachim Thiede und Urs Eggli stellten die Art 1999 in die Gattung Agave.
Die Art gehört in die Untergattung Manfreda und wird dort der Manfreda-Gruppe zugeordnet.

## Nachweise